# Joachim Neander
Joachim Neander (1650 Brémy – 1680 Brémy) byl německý kalvinistický kazatel a autor církevních písní.
Pocházel z rodiny pastorů, kteří své původní jméno Neumann začali používat v řeckém překladu jako Neander. Vystudoval teologii v Brémách, byl domácím učitelem v Heidelbergu a ve Frankfurtu nad Mohanem. V roce 1674 se stal rektorem latinské školy v Düsseldorfu. Jeho teologické názory výrazně ovlivnil Theodor Undereyk. Od roku 1679 žil v Brémách, kde kázal v kostele sv. Martina. Zemřel ve věku třiceti let.
Patřil k významným představitelům barokní hudby. Napsal více než šedesát hymnů, jeho nejznámějším dílem je skladba Oslavuj Pána vší slávy a králů všech Krále (Lobe den Herren, den mächtigen König der Ehren).
Jsou po něm pojmenovány kostely Neanderkirche v Düsseldorfu a Erkrathu. Rád navštěvoval pro inspiraci malebné údolí řeky Düssel, které bylo v devatenáctém století na jeho počest nazváno Neandertal. V roce 1856 zde Johann Carl Fuhlrott nalezl pozůstatky pravěkého člověka a tento druh se podle místa začal označovat jako neandertálec.